# 大戈里
49°56′36″N 23°50′21″E / 49.94333°N 23.83917°E
大戈里（烏克蘭語：Великі Гори），是烏克蘭的村落，位於該國西部利沃夫州，由亞沃里夫區負責管轄，始建於1444年，面積2.41平方公里，海拔高度356米，2001年人口110，人口密度每平方公里45.64人。